# ジュゼッペ・モルテーニ
ジュゼッペ・モルテーニ（Giuseppe Molteni、1800年3月30日 - 1867年1月11日）は、イタリアの画家、絵画修復家である。画家としては肖像画を描いた。

## 略歴
現在のミラノ、アッフォーリ区（Affori）で生まれた。ミラノのブレラ美術アカデミーに入学するが 、経済的理由で卒業できず、ボローニャに移り、画家、絵画修復家のジュゼッペ・ギザルディ（Giuseppe Guizzardi: 1779-1861）の弟子になり、古い絵画の修復の仕事をした。ミラノに戻ると最も人気のある修復家の一人となり、ルーブル美術館や大英博物館でコンサルタントして働き、美術収集家や鑑定家としても知られるようになった。
画家としても働き、豪華な衣装や背景の家具などの繊細な表現で知られる肖像画を描き、1828年ころの作品で成功を収め、フランチェスコ・アイエツ（1791- 1882）と人気を競う肖像画家になった。オーストリア皇帝フェルディナント1世の肖像画を描くために1837年からウィーンの宮廷に滞在した期間は、フリードリヒ・フォン・アマーリング（1803-1887）と友人になり、ヨハン・フリードリヒ・オーファーベック（1789-1869）からも影響を受けた。風俗画でも評価された。1850年まで、ブレラ美術館での毎年の展覧会に出展したが、1854年にブレラ美術アカデミーの学芸員に任命された後は作品を描かなくなった 。
1867年にミラノで没した。

## 作品

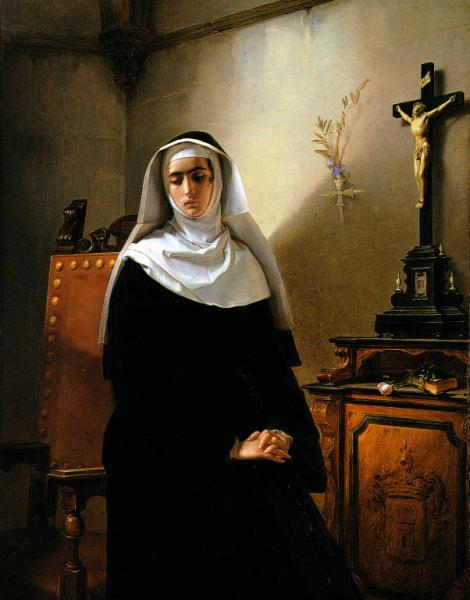
"la Signora"と呼ばれるモンツァの修道女 (1844)
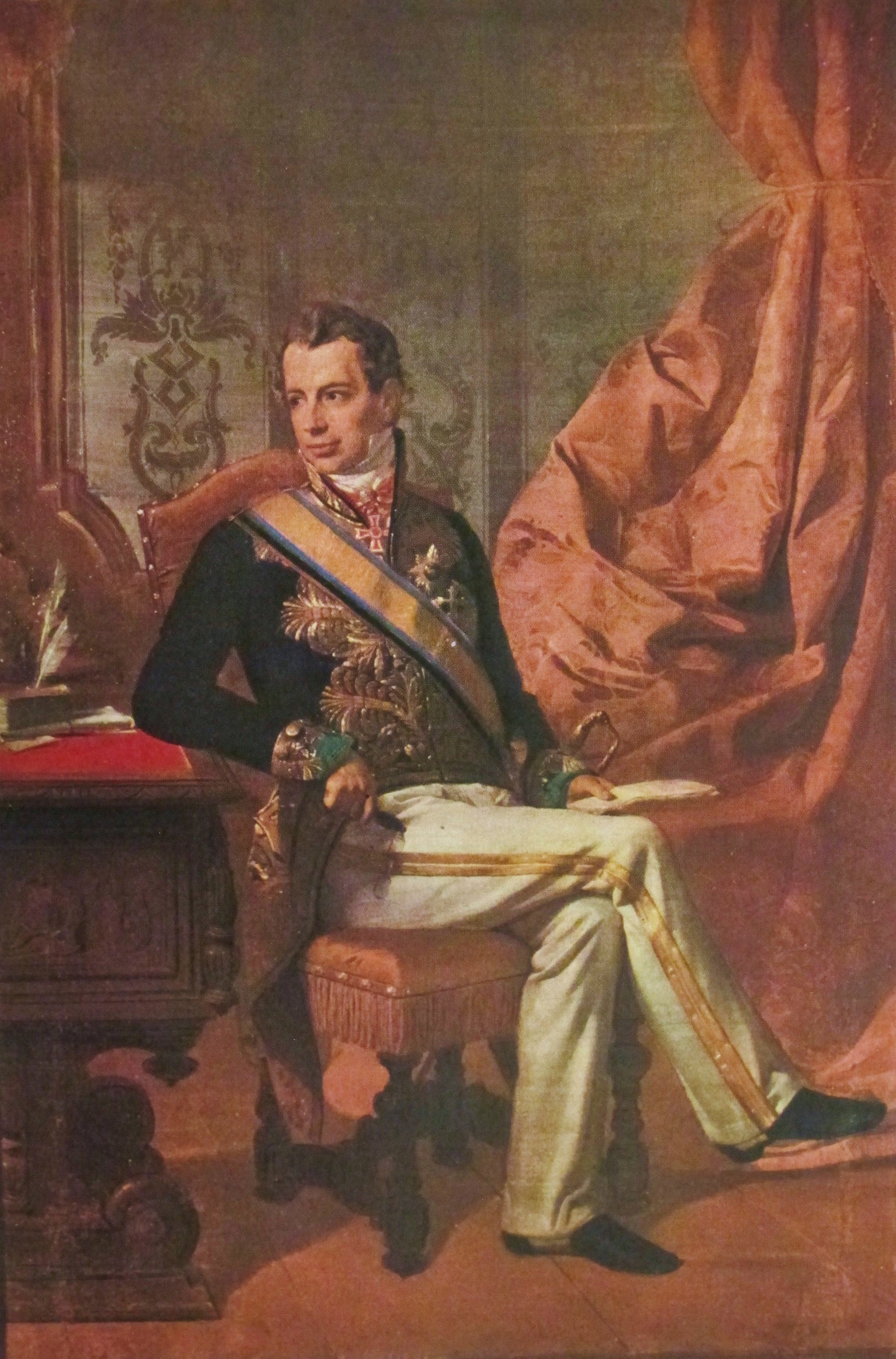
Giacomo Mellerio（政治家）の肖像画(1848/1849)
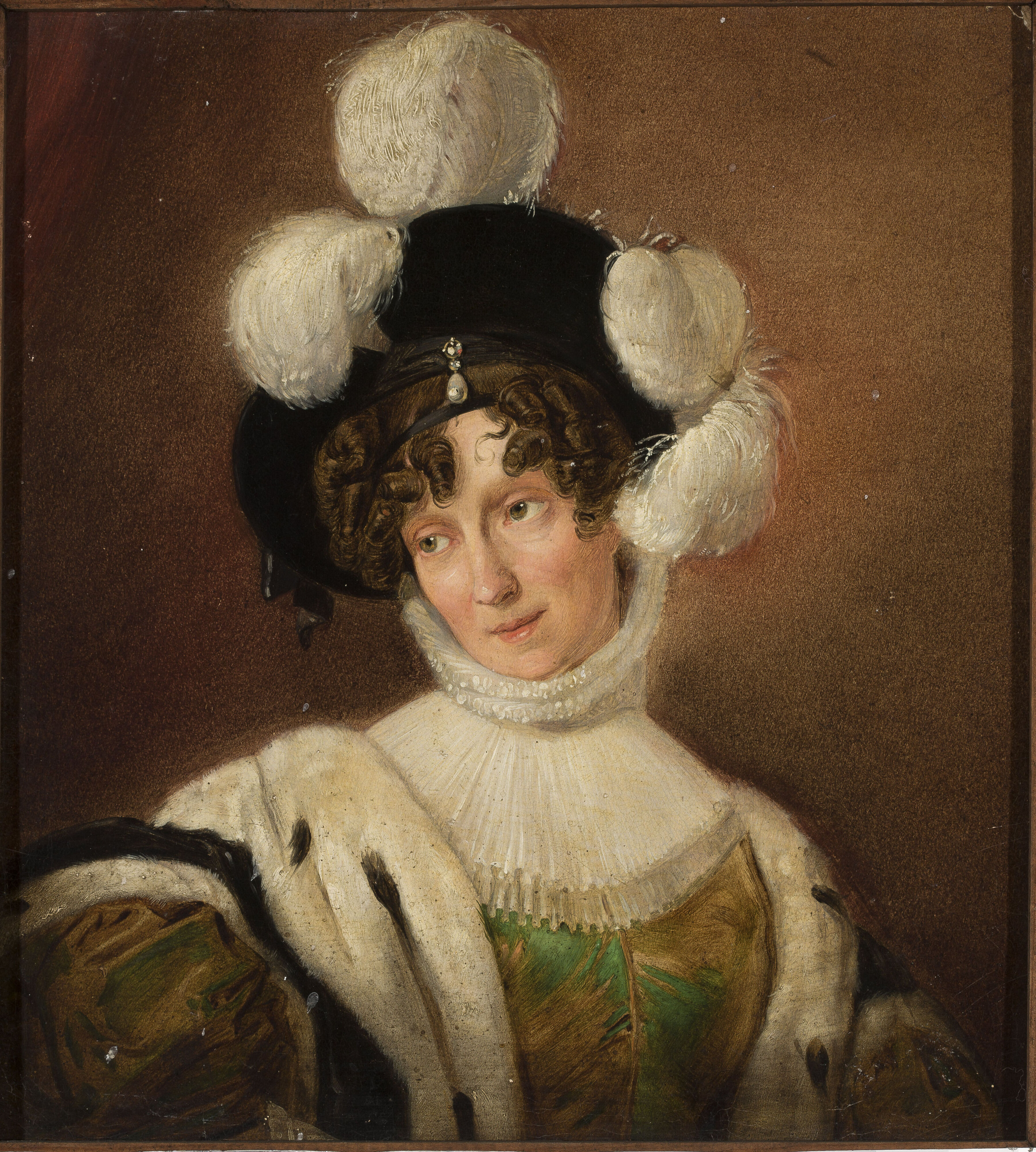
Portrait of Zofia Potocka ワルシャワ国立美術館
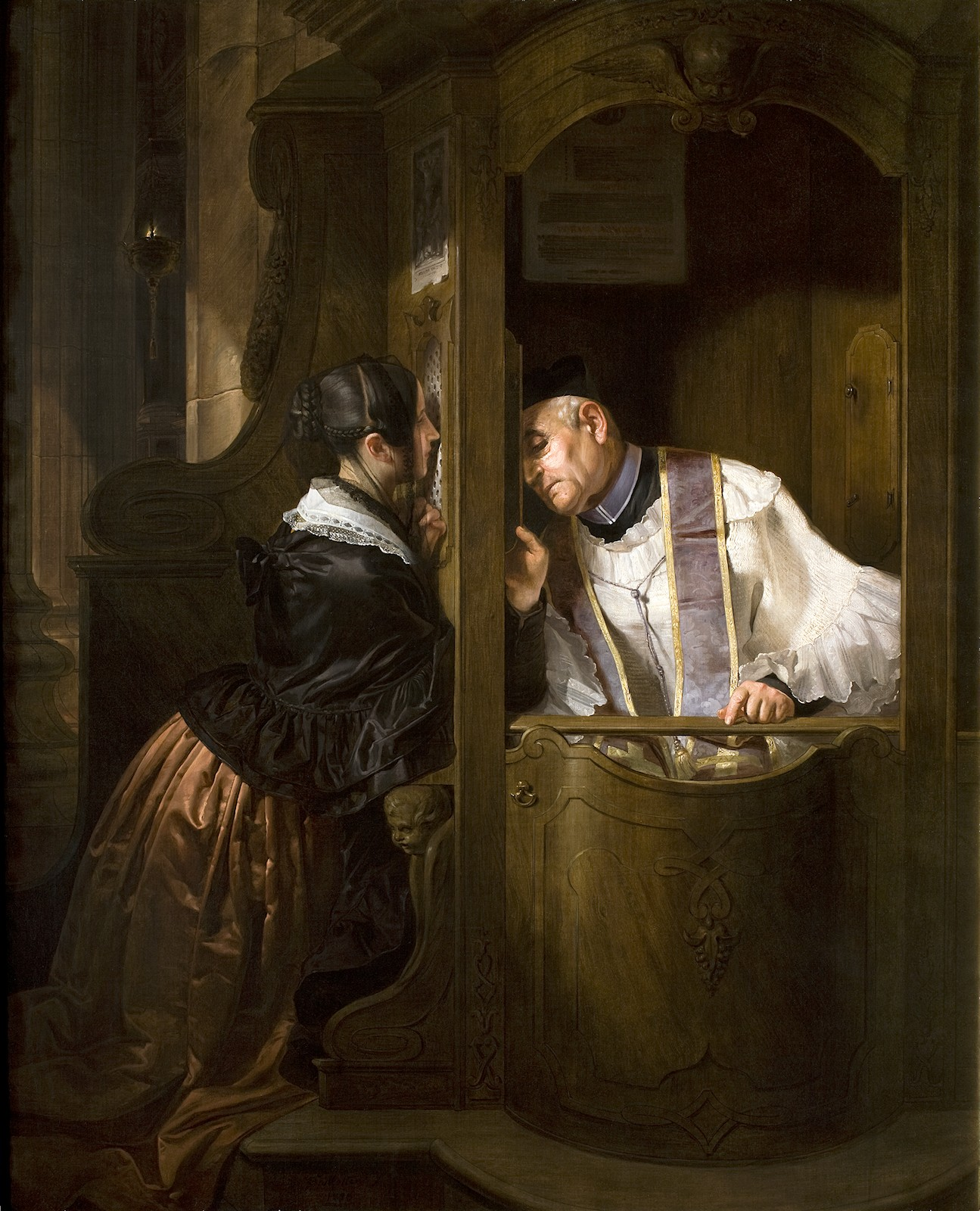
告解 (1838) Gallerie di Piazza Scala
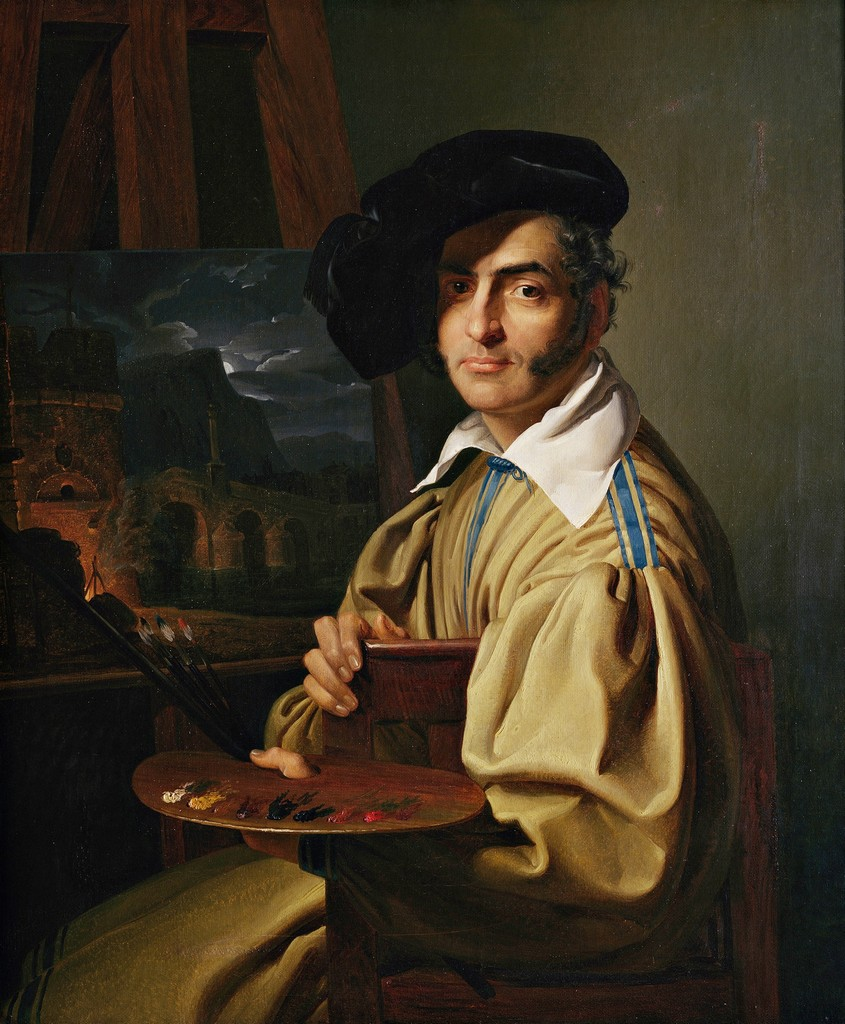
ジョヴァンニ・ミリアーラ (画家)の肖像画